# Cristina Kirchner
Cristina Elisabet Fernández de Kirchner (La Plata, 19 de fevereiro de 1953), frequentemente referida por suas iniciais CFK, é uma política e advogada argentina, filiada ao Unión por la Patria (UP). Foi a 49.ª presidente da Argentina de 2007 até 2015, sucedendo seu esposo e se tornando a primeira mulher a se eleger para o cargo pelo voto direto na Argentina, sendo reeleita nas eleições de 2011. Foi também a 37.ª vice-presidente da Argentina, de 10 de dezembro de 2019 até 10 de dezembro de 2023. Como esposa do 48.º presidente argentino, Néstor Kirchner, foi primeira-dama do país de 25 de maio de 2003 a 10 de dezembro de 2007.
Após deixar a presidência, Cristina fundou o think tank Instituto Pátria em 2016. No ano seguinte foi novamente eleita senadora pela província de Buenos Aires.
Anunciou a candidatura à vice-presidência nas eleições de 2019. O anúncio surpreendeu, pois se esperava a candidatura à presidência. Cristina alegou que a decisão deu-se pela necessidade de formar uma ampla aliança peronista. Com Alberto Fernández como cabeça da chapa, Cristina se elegeu como vice-presidente da Argentina, a terceira mulher a ocupar o cargo. É a primeira e única cidadã argentina a ser eleita para todos os cargos federais de seu país: deputada, senadora, vice-presidente e presidente.
Em 1.º de setembro de 2022, Kirchner sofreu uma tentativa de assassinato em Buenos Aires, perpetrada pelo brasileiro Fernando André Sabag Montiel. A arma, uma pistola carregada com cinco balas, falhou e ele foi detido no local.
Em uma ação julgada em primeira instância em 6 de dezembro de 2022, Cristina foi condenada por corrupção a seis anos de prisão e impedimento de ocupar cargos públicos, decisão da qual afirmou que iria recorrer. Em 13 de novembro de 2024, a Justiça argentina confirmou a sentença que condenou a ex-presidente a seis anos de prisão e a proibição de alguma vez se recandidatar a cargos públicos.

## Biografia
Cristina Fernández nasceu em 19 de fevereiro de 1953, em La Plata, Buenos Aires; filha de Eduardo Fernández (1921–1982), descendente de galegos, e Ofelia Esther Wilhelm (10 de maio de 1929), descendente de alemães. Cursou os primeiros anos no Colegio Comercial San Martín e depois seguiu para o Colegio Nuestra Señora de la Misericordia, ambos na cidade de La Plata. Cristina concluiu seus estudos superiores na Universidade Nacional de La Plata.

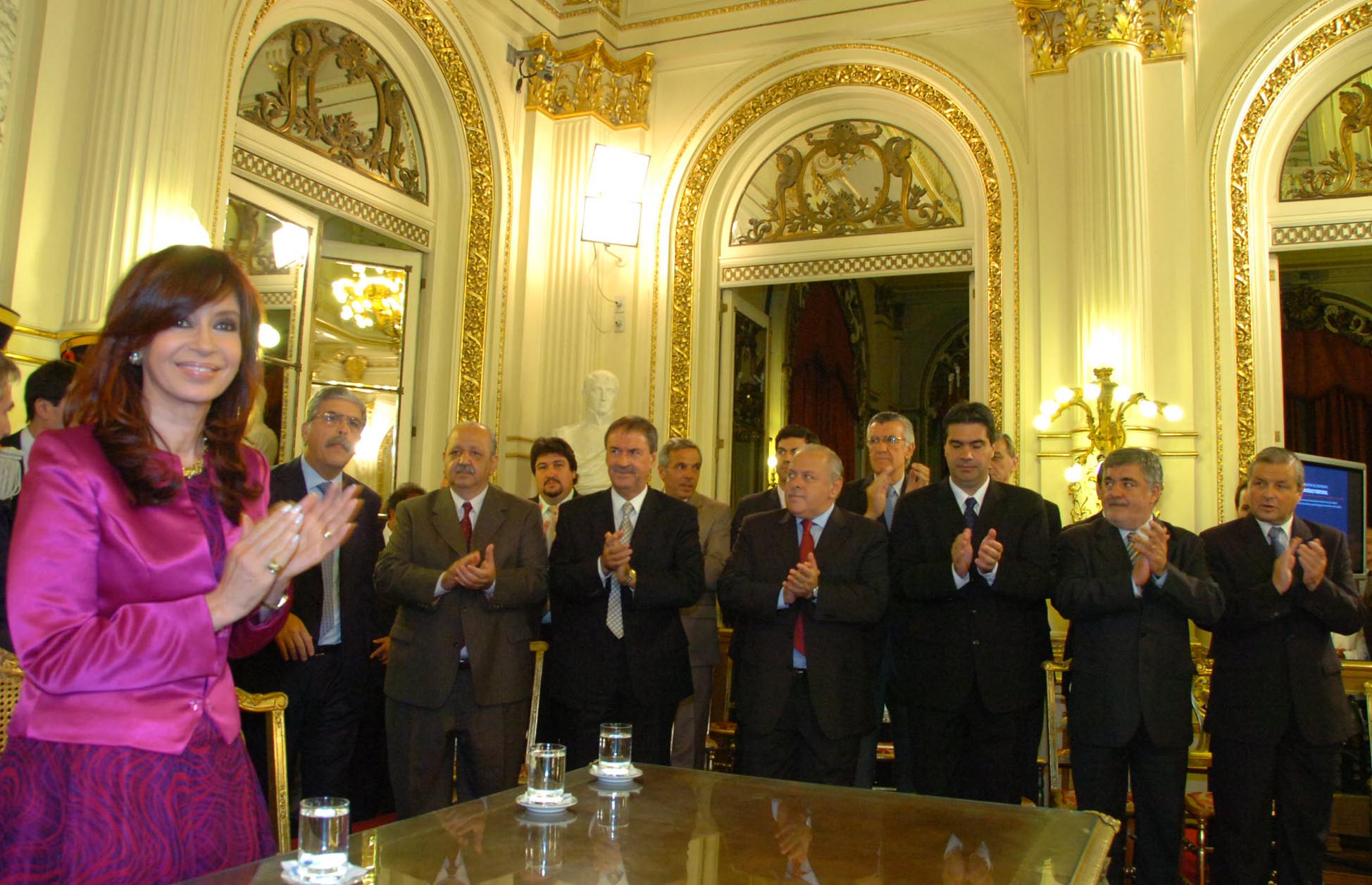
A Presidente em reunião com os governadores do país

Cristina casou com o seu colega de estudos e de militância política Néstor Carlos Kirchner em 9 de março de 1975. Juntos foram residir na província de Santa Cruz, onde se dedicaram à atividade privada como advogados. Tem dois filhos, Máximo e Florencia. A primeira casa que tinham com Néstor Kirchner estava em City Bell, dada pelo pai de Cristina Kirchner. Eles viveram nela desde meados de 1975 a março de 1976. Cristina Kirchner deu refúgio em sua casa a Carlos Chiche Dalessandro e Gladis Labolita para protegê-los de serem sequestrados pela ditadura. Esse tempo foi de uma vida modesta. Durante a ditadura, foi atacada em Rio Gallegos: primeiro fizeram explodir uma bomba, depois queimaram seu escritório de advocacia.
Cristina foi confirmada como candidata da coligação Frente para a Vitória/Partido Justicialista (situação) para as eleições presidenciais de 28 de outubro de 2007, despontando como líder em todas as pesquisas de popularidade, com grandes possibilidades de ser eleita ainda em primeiro turno, segundo os analistas políticos do país, fato este concretizado na eleição.
Na madrugada de 29 de outubro, sua eleição em primeiro turno foi confirmada pela imprensa argentina com aproximadamente 45% dos votos válidos.
Em dezembro de 2011, exames de rotina detectaram um tumor na tiroide, possivelmente maligno, que demandou uma tiroidectomia. Após a operação, descobriu-se que se tratava de um tumor benigno. Nesse ano Cristina obteve uma vitória folgada ainda no primeiro turno, com mais de 54,11% dos votos, a maior vitória eleitoral desde 1983. Em 2017, Kirchner foi eleita senadora pela província de Buenos Aires, conquistando imunidade parlamentar em um período em que enfrentava acusações de corrupção.

## Presidência da Argentina

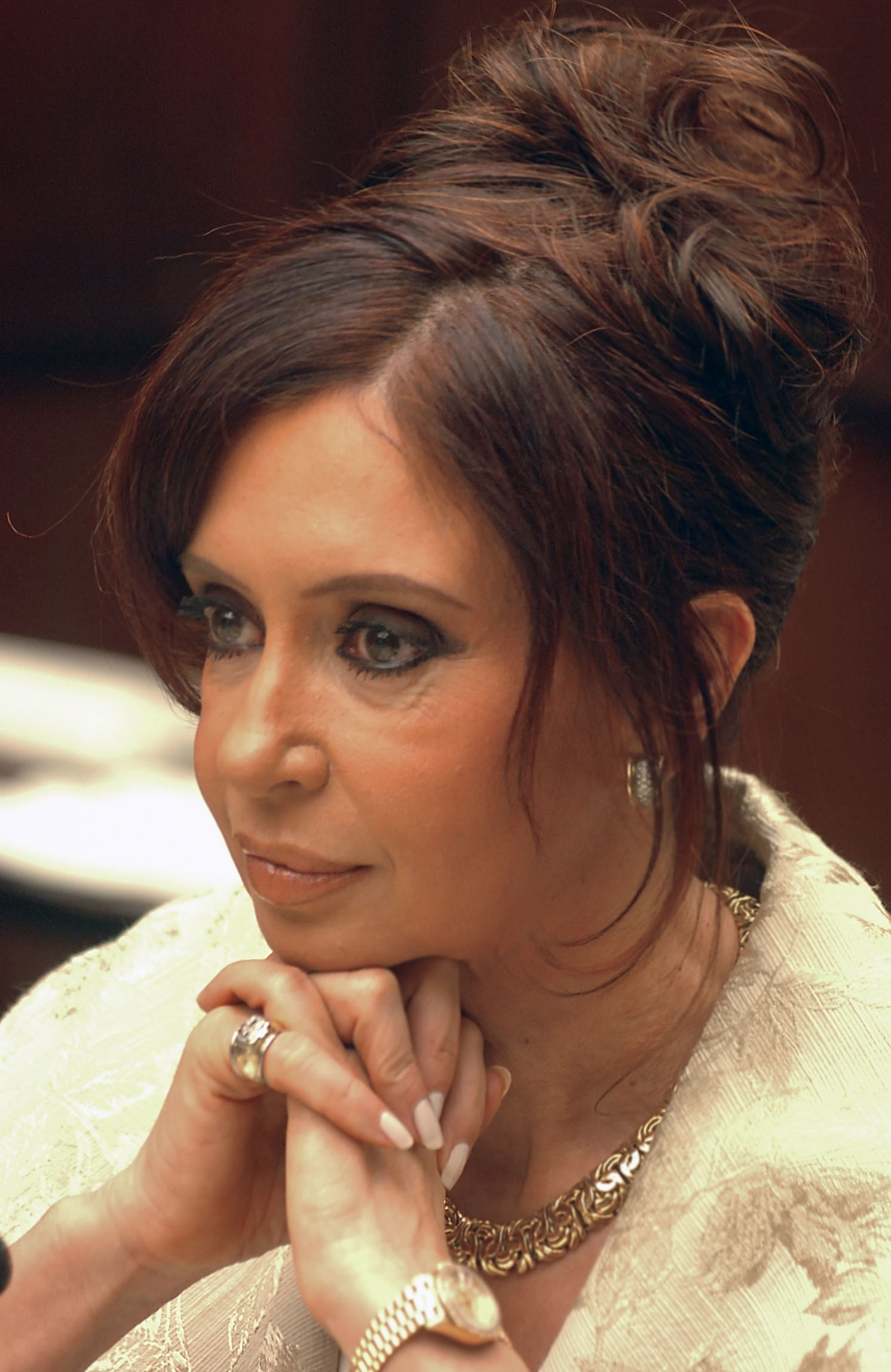
Cristina Kirchner em 2011

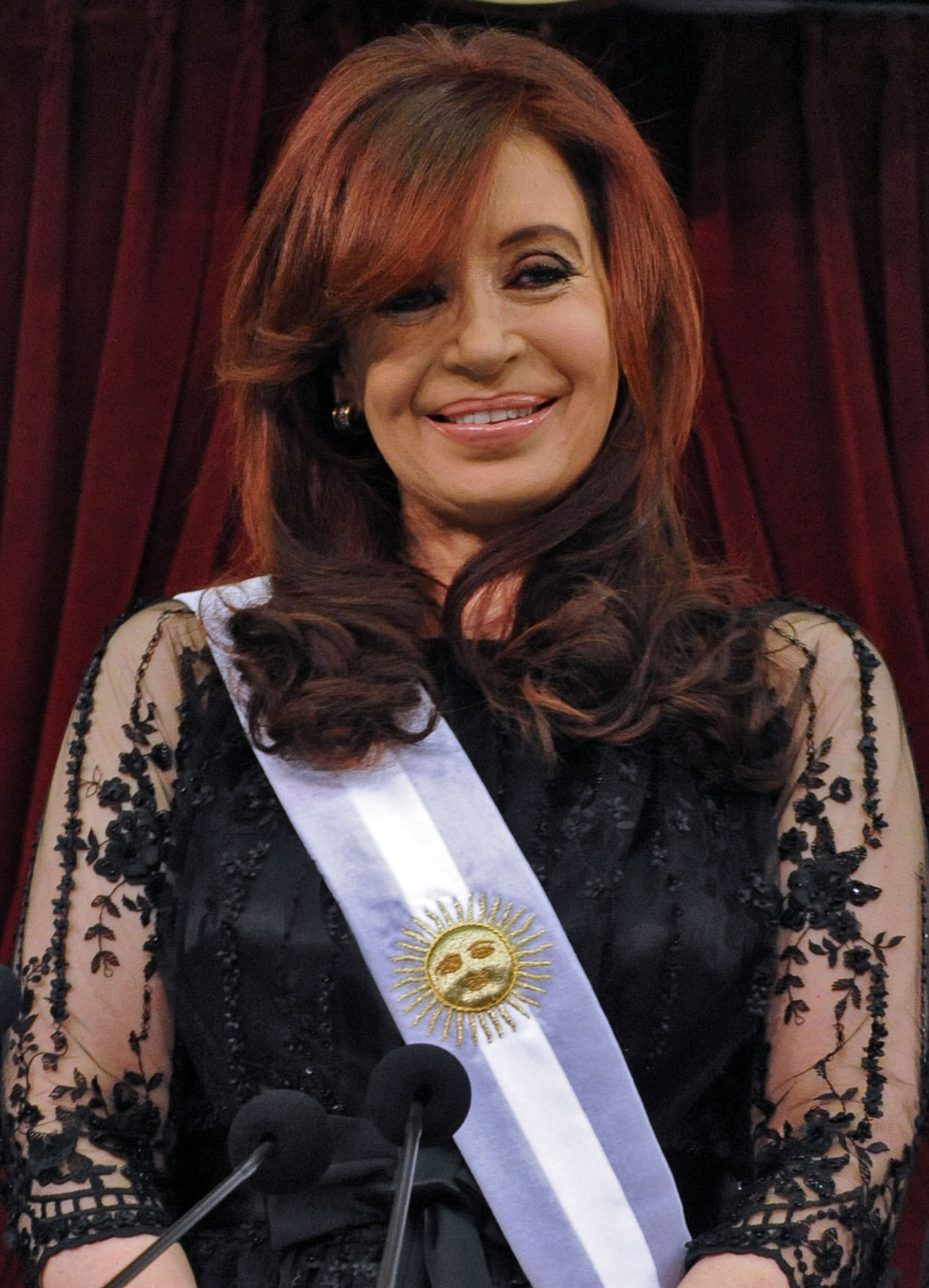
Cristina no dia da sua posse para seu segundo mandato presidencial, em 2012

A presidência de Cristina Kirchner começou no dia 10 de dezembro de 2007, quando ela se tornou presidente da Argentina. Ela era senadora argentina pela província de Buenos Aires quando se saiu vitoriosa nas eleições presidenciais de 2007. Cristina Fernández de Kirchner se tornou a segunda presidente mulher da Argentina, e a primeira a ser diretamente eleita como tal (em 1973, Isabel Martínez de Perón foi eleita como vice-presidente e se tornou presidente após a morte de Juan Domingo Perón). A presidente foi reeleita em 2011 com grande vantagem ainda no primeiro turno.
Os governos Cristina Fernández Kirchner foram marcados pela redução da pobreza, pela criação de 3,5 milhões de postos de trabalho, pela aprovação do matrimônio igualitário e pelo crescimento do PIB. Puniram-se militares que atuaram durante a ditadura militar argentina, empresas foram nacionalizadas e seguiu-se uma política externa independente. No final de 2013, a dívida externa caiu para mínimo histórico de 17,9% do PIB.

### Primeira eleição para a Presidência da Argentina

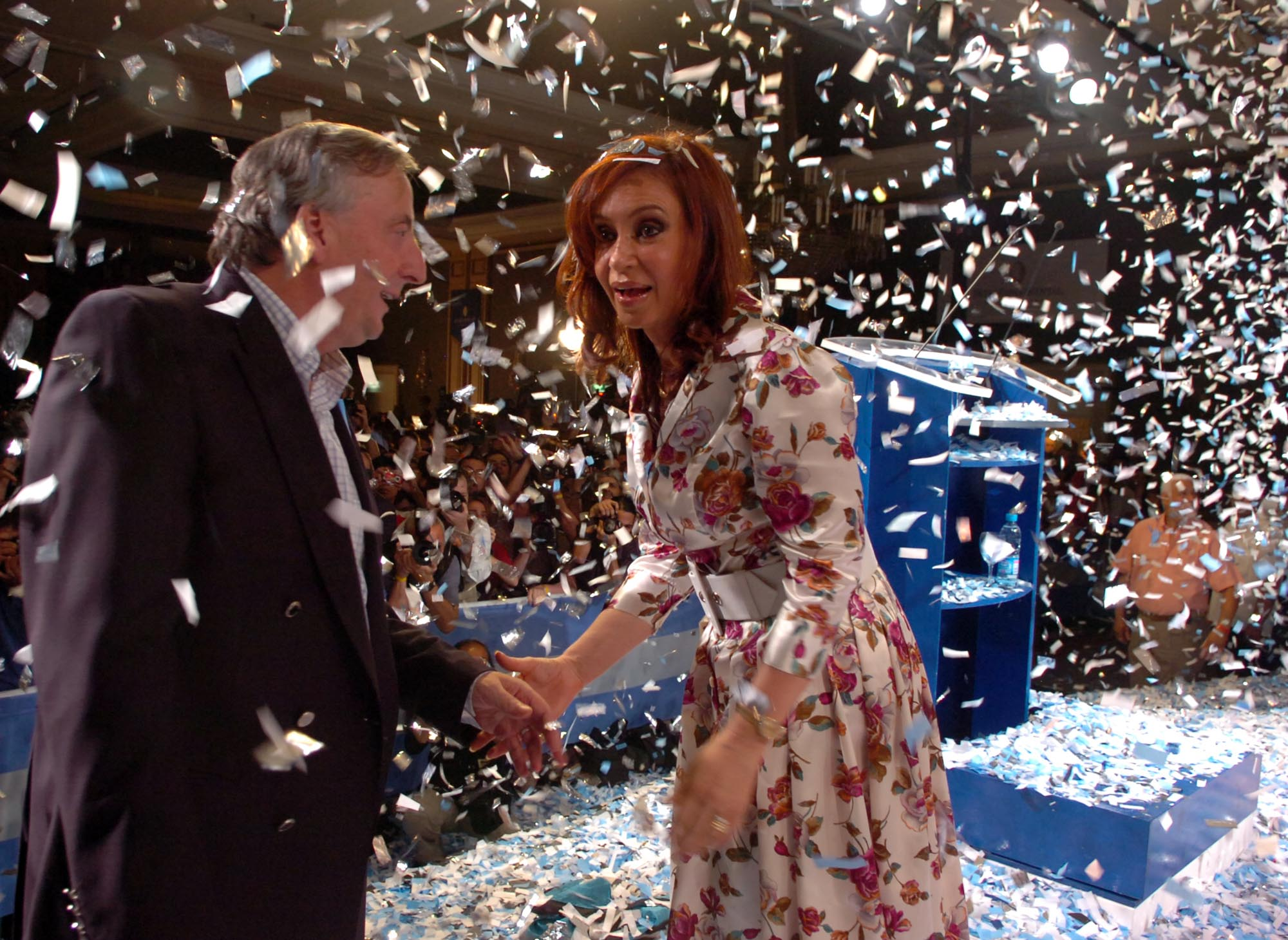
Cristina, com o marido Néstor Kirchner, durante a campanha presidencial de 2007

Enquanto Cristina Kirchner liderava as pesquisas de intenção de voto por uma larga margem, seus adversários tentavam convencê-la a concorrer em dois turnos. Ela precisava de mais de 45% dos votos, ou 40% do voto e uma vantagem de mais de 10% sobre seu rival mais próximo para vencer no primeiro turno. Cristina Kirchner venceu a eleição no primeiro turno com cerca de 45,3% do voto, seguida por 22% para Elisa Carrió e 16% para o antigo ministro da economia, Roberto Lavagna. Outros onze candidatos partilharam os 15% de votos restantes. Kirchner era popular com as classes trabalhadoras urbanas, os trabalhadores do campo, a classe média e os pobres ela tenha vencido na maioria das localidades, em grandes capitais provinciais, como Mendoza e Tucumán.
No dia 14 de novembro, a presidente eleita anunciou publicamente os nomes de seu novo gabinete ministerial, que foi jurado no dia 10 de dezembro. Dos 12 ministros nomeados, sete já eram ministros no governo de Néstor Kirchner, enquanto os outros cinco assumiram o cargo pela primeira vez. Três outros ministérios foram criados mais tarde. A presidente eleita começou um mandato de quatro anos no dia 10 de dezembro de 2007.

### Reeleição para a Presidência da Argentina

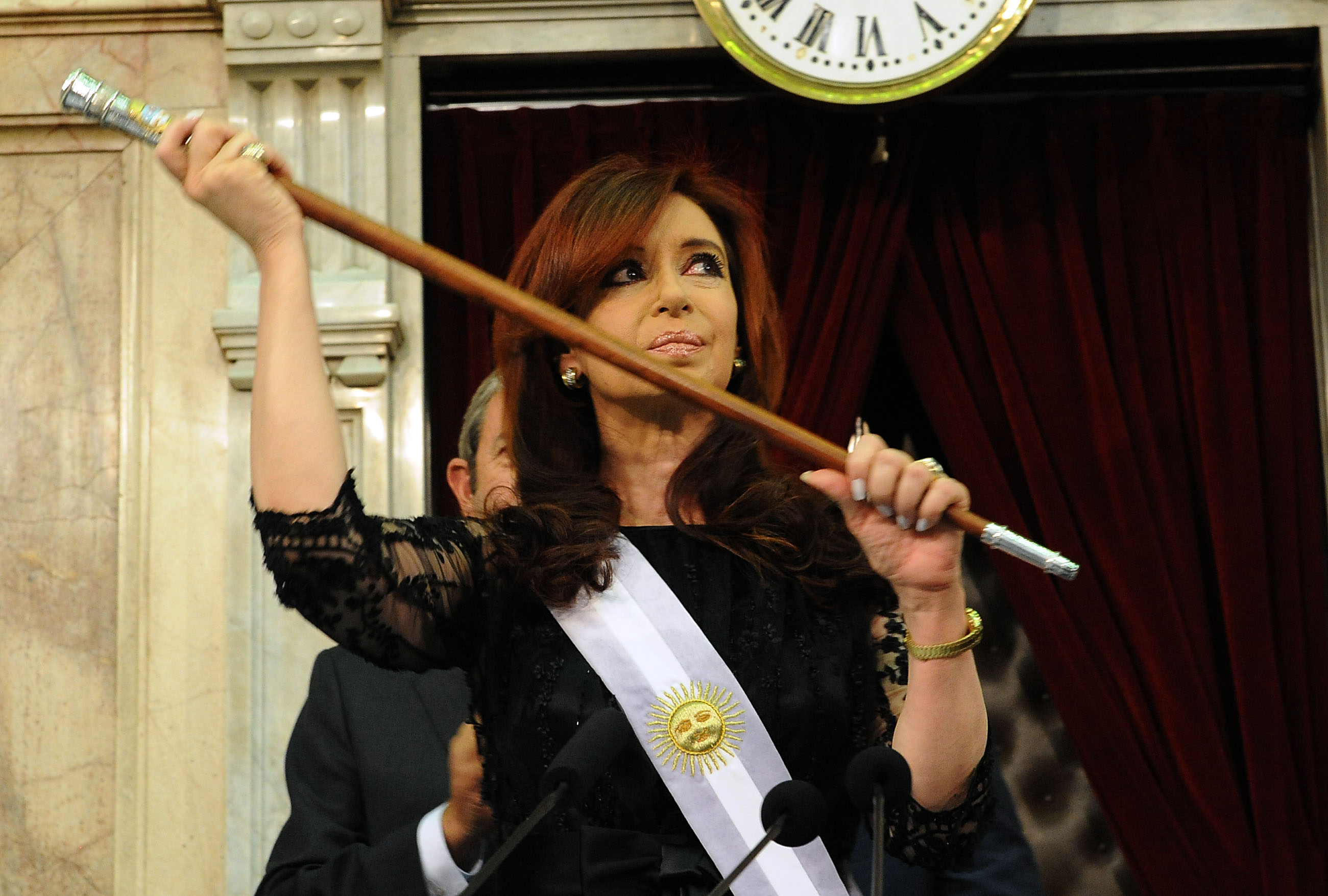
Assunção da presidência em 2011.

Cristina obteve uma vitória folgada ainda no primeiro turno, com mais de 54,11% dos votos, a maior vitória eleitoral desde 1983. Seu rival, o socialista Hermes Binner, obteve 16,18% dos votos. Ela venceu em todas as províncias, exceto uma. Nas províncias de Santiago del Estero e Misiones recebeu mais de 80% em províncias como Jujuy e Chubut 70%. A vitória da presidente ocorreu, segundo analistas, devido ao crescimento econômico, à redução da pobreza, à criação de programas de seguridade social e à criação de milhões de postos no mercado de trabalho.

### Ciência e tecnologia
Uma das primeiras medidas adotadas pela presidente Fernández foi a criação do Ministério de Ciência, Tecnologia e Inovação Produtiva, designando como chefe da pasta o famoso biólogo molecular Lino Barañao. A medida foi complementada com o anúncio da criação de um pólo científico-tecnológico em Buenos Aires, integrado por três institutos: Ciências Sociais e Humanas, Ciências Biomédicas e Biotecnológicas e Ciências Exatas e Tecnológicas. Entre 2003 e 2010, o CONICET incorporou mais de 8 mil pessoas, aumentando em 93,2% seu pessoal. A quantidade de investigações em 2003 era de 3 804, número que subiu para 6 350 em 2010. Em 2010, o soldo dos investigadores foi de $10 894 e dos estagiários de $5 164, isto representa um aumento maior que 500%. Nesta área também se sobressai a criação, em meados de 2011, da Técnopolis, uma megamostra localizada em Vila Martelli. Impulsionou a instalação de 25 000 quilômetros de fibra óptica.
Em 2011, impulsionou a lei de promoção de software argentino, com o objetivo de fortalecer o desenvolvimento nacional, aumentando o emprego qualificado exportações de alta tecnologia e a promoção da pesquisa científica. Resultou no país para se tornar o maior exportador de software na América Latina e a terceira do mundo em exportação de conteúdo audiovisual.

### Política econômica

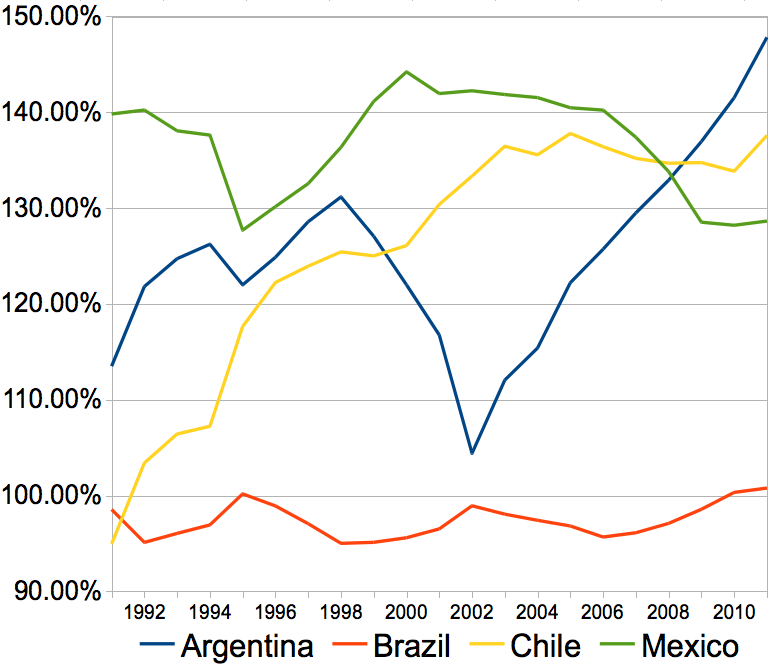
Desempenho econômico argentino comparado

A política econômica que segue o governo de Cristina tem dois pontos principais: o primeiro é um aumento do gasto público com fins de redistribuição de renda. O segundo é uma política fiscal e cambial favoráveis à inversão privada. A política econômica do kirchnerismo é pouco ortodoxa. O investimento estrangeiro direto na Argentina somou 9 753 milhões de dólares em 2008, crescendo dramaticamente. Em 2012, o IED chegou a 12 551 milhões dólares, o valor mais elevado da última década. Registrou um aumento de 27% a partir de 2011, em comparação com um crescimento de 6,7% no resto da América Latina. Os dados econômicos e sociais do período que vai de 2003 a 2012 são consideravelmente superiores àqueles do período imediatamente anterior. Desde 2003, as exportações do país subiram.[carece de fontes?]

#### Crescimento econômico

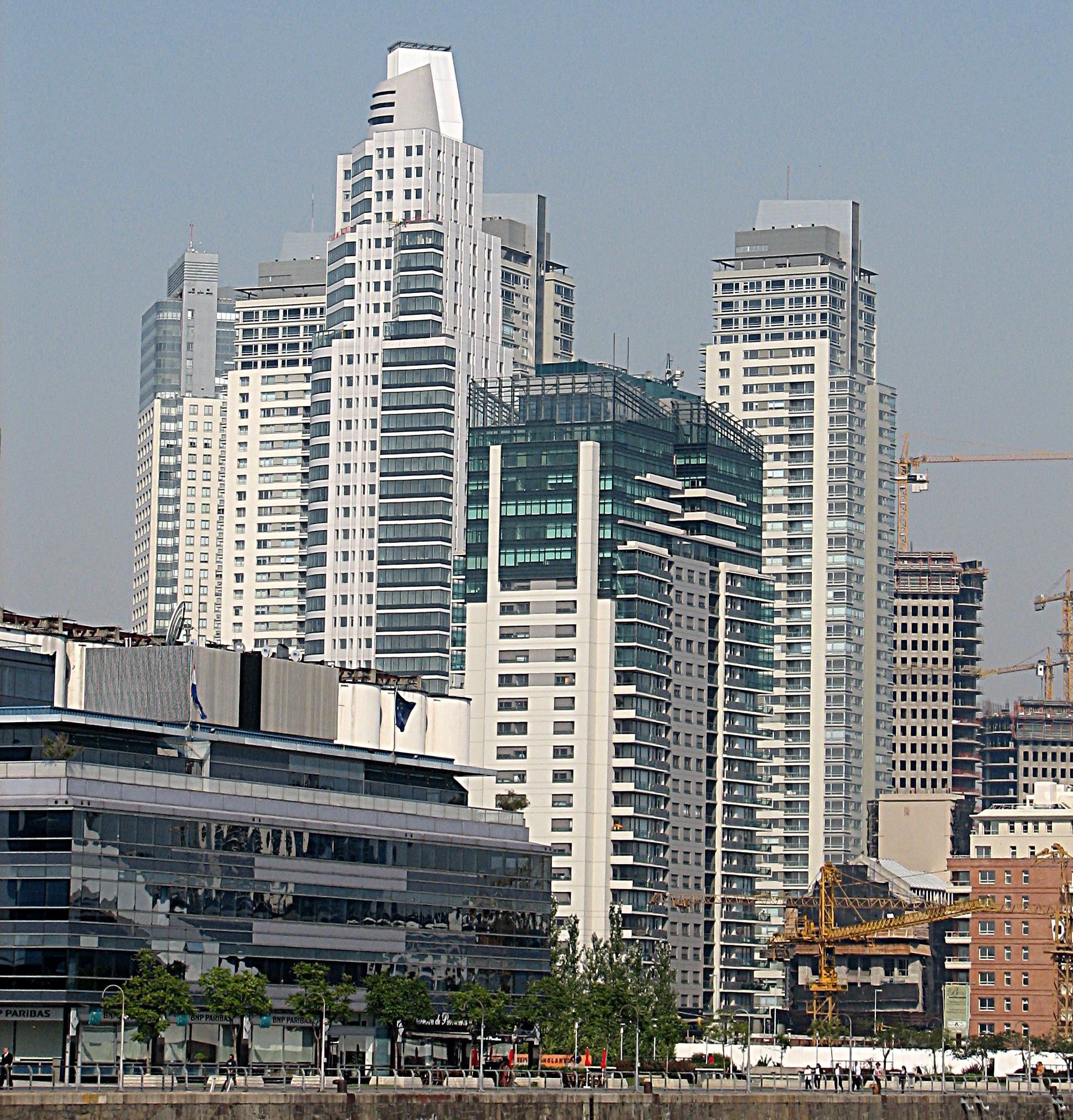
A indústria da construção civil foi um pilar do crescimento econômico

O crescimento econômico da Argentina sob o governo de Néstor e Cristina Kirchner foi um dos mais expressivos e acelerados da região. A média de crescimento econômica da Argentina durante o governo de Cristina Fernández foi de 7,9% anuais. Em 2011, o crescimento econômico argentino foi o segundo maior da América Latina, perdendo apenas para o Equador. Desde 2003, o país apresenta crescimento econômico com taxas que oscilaram em torno dos 9%. O PIB per capita de 2011, medido em paridade de poder aquisitivo do dólar americano, é o mais alto da América Latina. Segundo dados do FMI para 2011, a Argentina é a terceira maior economia da América Latina, superada pelo Brasil e pelo México.
Em 2011 de acordo com um relatório da Comissão Econômica para a América Latina e Caribe, a pobreza foi de 5,7%, o que significa uma redução significativa de 33,8 pontos percentuais de pobreza que tinha que começar o seu mandato, classificando- como a mais baixa da América Latina. A pobreza extrema caiu 7,2-1,9%, a segunda mais baixa da região. De acordo com relatórios do Banco Mundial, entre 2003 e 2009 Argentina dobrou sua classe média passando de 9,3 milhões - 18,6 milhões de pessoas, quase metade da população.

#### Criação de empregos
O governo Cristina Fernández criou 3,5 milhões de postos de trabalho com carteira assinada. Entre 2003 e 2011, houve uma acentuada queda da taxa de desemprego. Em 2011, a taxa caiu para 7,4%. Foi o quarto trimestre de 2012 a taxa de desemprego diminuiu para 6,9% Em agosto de 2013 anunciou um aumento de 25% no salário mínimo, que se tornou o maior da América Latina em termos de compra, chegando a 3600 pesos, e também eliminou impostos sobre os salários.

#### Produção industrial

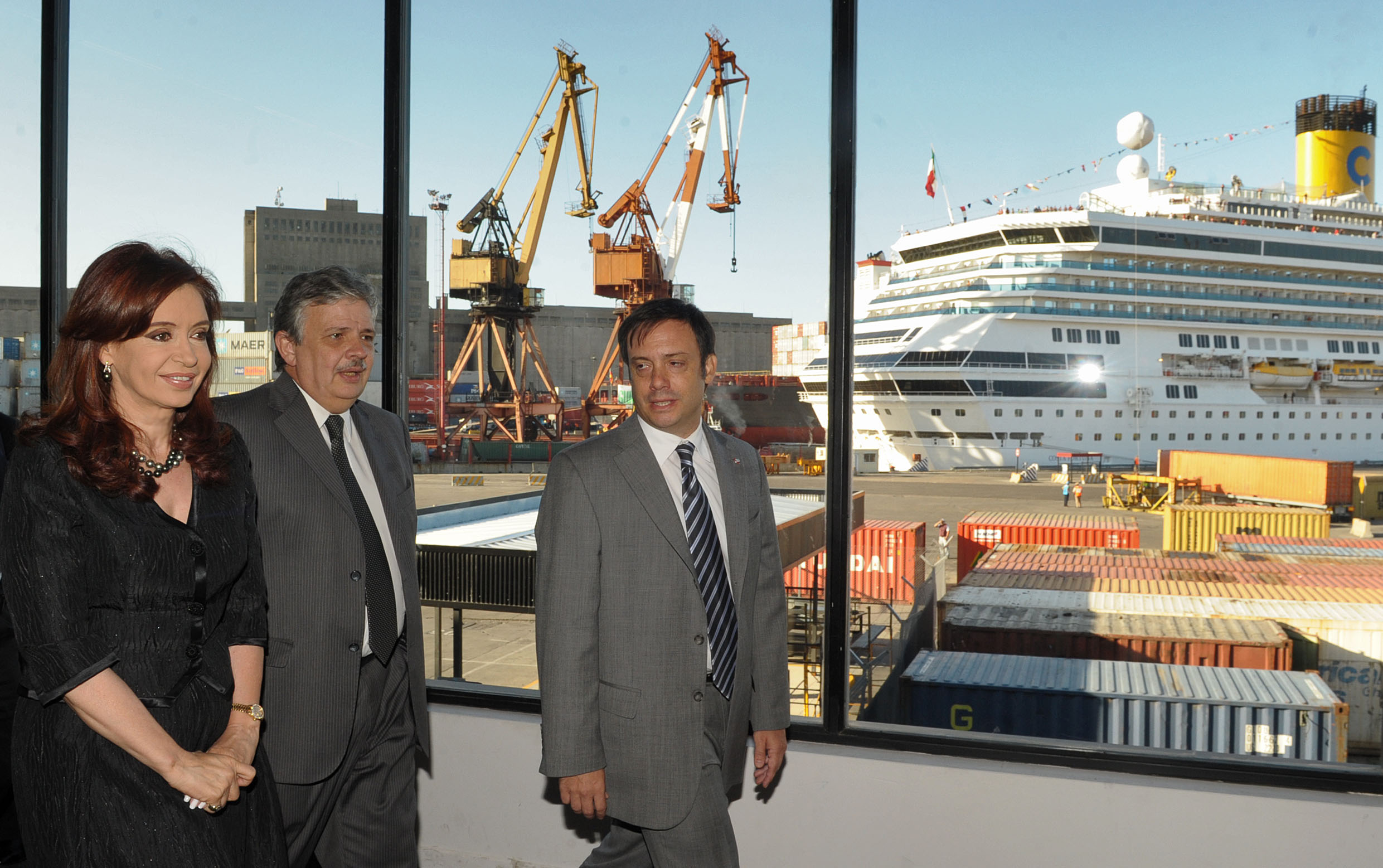
As exportações são o símbolo do crescimento econômico durante o governo de Cristina Kirchner.

Durante o seu governo, criou 200 000 novas empresas na indústria, comércio e serviços. Desde 2003, o PIB industrial dobrou. Do total das exportações, a produção industrial é o principal. Em 2008, 98% do mercado de telefones móveis foi importado e em 2012, 99% fabricado no país. Durante seu governo, aumentou consideravelmente o valor das reservas internacionais, a Argentina teve, em 2011, com US$ 251 bilhões em ativos estrangeiros, dos quais US$ 46 bilhões são reservas. Nos primeiros seis meses de 2013, a produção de notebooks e netbooks cresceu 200% em relação a 120% decodificadores, câmeras de 50%, e equipamentos de ar condicionado industrial de 63%.

#### A crise econômica mundial de 2008-2009
A Grande Recessão, iniciada nos Estados Unidos, causou um aumento do preço internacional dos grãos que levou ao chamado "conflito do campo" com a Sociedade Rural Argentina que agrupam proprietários rurais, que se opuseram a uma subida das retenções à exportação.
No dia 23 de setembro, em seu discurso da 63.ª assembleia-geral da ONU, a presidente Fernández denominou a crise como o Efeito Jazz, questionou os "gurus econômicos" que defendiam o modelo econômico estadunidense e criticavam as medidas anticrise tomadas pelos presidentes Eduardo Duhalde e Néstor Kirchner.
Em partir do dia 26 de novembro a presidente anunciou um plano anticrise. O plano foi apoiado pelas duas centrais sindicais argentinas (CGT e CTA), pela União Industrial Argentina, que agrupa os empresários industriais, e pela CONINAGRO, que agrupa as cooperativas rurais.
- Criação de um Ministério de Produção.
- Pacote anticrise integrado por três ferramentas: moratória tributária e redução de retenções para o agronegócio, promoção do trabalho registrado; repatriação de capitais.[36]
- Créditos públicos de fomento à produção e ao consumo. Com uma dotação de 13,200 milhões de pesos (US$ 4,400 milhões), destinados a juros baixos. Os recursos foram destinados para os seguintes detalhes: geladeiras e outros bens de uso doméstico (3 500 milhões), carros (3 000 milhões), pequenas e médias empresas (3 000 milhões), indústria (1 250 milhões), caminhões (650 milhões).
- Planos de obras públicas.

#### Inflação
Na segunda metade de 2008, a taxa de inflação caiu para 0,4% mensal. O Fundo Monetário Internacional visitou o país em 2011 para fixar índice de inflação. Alguns observadores e dirigentes políticos afirmaram que credores de títulos da dívida externa tentam influir na forma que se calcula os índices com o fim de diminuir ou de aumentar a dívida externa.

#### Resgate da Aerolíneas Argentinas e fábrica de aviões

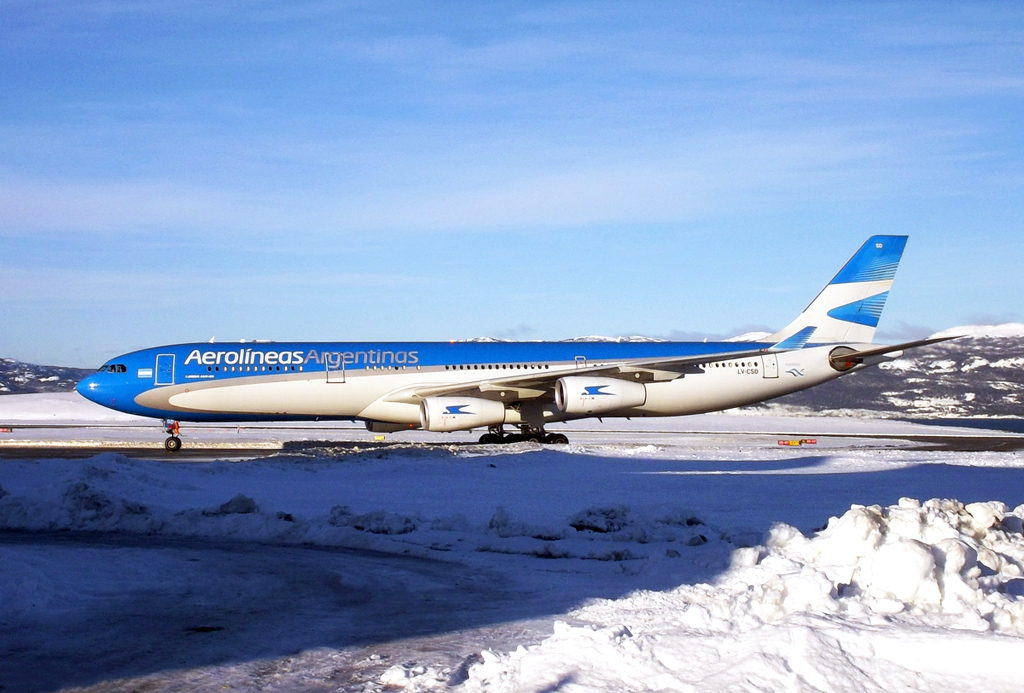
Aeronave da Aerolíneas Argentinas em 2013.

Em 2009, apresentou um projeto de reestatização da antiga Fábrica Militar de Aviões (FMA), empresa pioneira na América Latina, criada em 1927 durante o governo radical de Marcelo T. de Alvear e privatizada em 1995 durante o mandato do presidente Carlos Menem. A nacionalização foi realizada no âmbito do Ministério da Defesa, a cargo da ministra Nilda Garré. A Câmara dos Deputados da Nação sancionou a lei aprovando a nacionalização, por 152 votos a favor e um contra, além de 21 abstenções, no dia 21 de maio.
No dia 24 de julho de 2008, a presidente Fernández apresentou um projeto de lei de resgate das empresas Aerolíneas Argentinas e Austral Líneas Aéreas, pelo qual se aprovava o acordo entre o Estado Nacional e o grupo Interinvest do dia 17 de julho de 2008, mediante o qual o Estado argentino adquiriu as ações destas e outras empresas relacionadas. Aerolíneas Argentinas havia sido privatizada em 1991 durante o governo neoliberal de Carlos Menem. A empresa foi adquirida primeiro pela companhia Ibéria e logo pela Marsans, incorrendo em sérias irregularidades. O projeto foi aprovado pelo Congresso Nacional no dia 3 de setembro de 2008.
Desde a resgate, as melhorias na empresa gerar maiores níveis de pontualidade e confiabilidade, conseguiu atingir uma participação de 83,8% nos voos domésticos na Argentina. Desde que o estado gerir a companhia aérea, a frota de aeronaves aumentou 157% e o número de passageiros transportados aumentou em quase 60%.
Em 2013, a companhia aérea chegou a 100 dias de pontualidade perfeita: pontualidade era de 96,6% e chegadas de voos de 97,3%, superior à pontualidade de 27% que tinha em 2007, antes de ser nacionalizada. Atualmente tem a frota de aeronaves mais modernas da América Latina.

### Política de seguridade social

#### Redução da pobreza

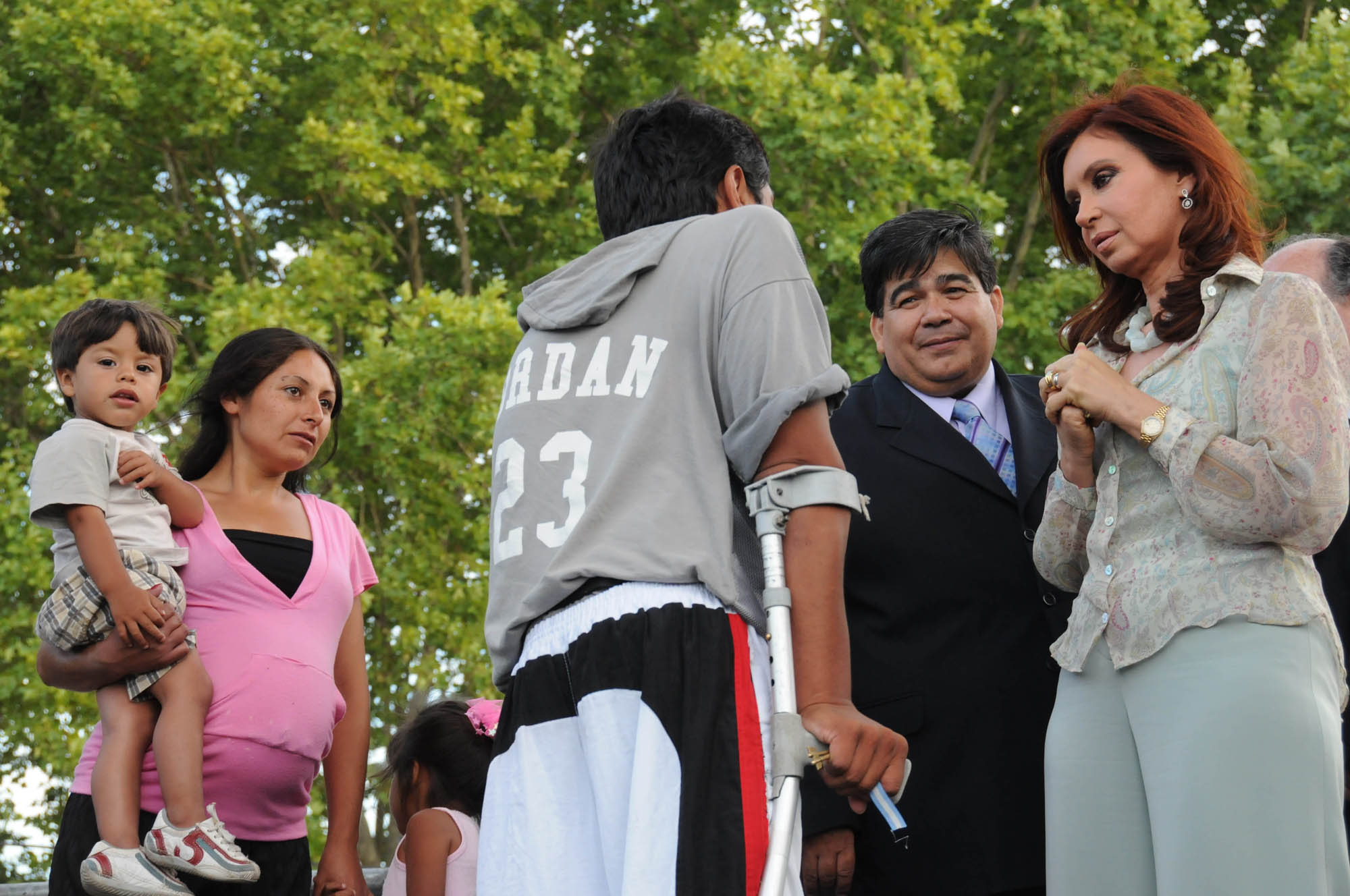
Cristina Kirchner durante uma entrega de casas populares em 2008

Segundo um informe de 2010 da Comissão Econômica para América Latina e o Caribe, a pobreza se encontrava em 11,3%, o que significou uma redução de 34,1 pontos percentuais. A taxa de pobreza da Argentina se tornou a segunda mais baixa da América Latina, atrás somente do Uruguai (10,7%). A indigência diminuiu de 7,2% para 3,8%.

#### Cobertura previdenciária
Em 2008 foi implantada a moratória de pensão, que incorporou mais de dois milhões e meio de pessoas ao sistema de aposentadoria. Isto resultou em uma redistribuição de renda para famílias de baixa renda e colocou a Argentina em primeiro lugar na América Latina em cobertura previdenciária. Em 2013 eliminou impostos sobre os salários.
Em 2009 foi implantado o programa AUH (com base no Programa Bolsa Família) de transferência direta de renda com condicionalidades, que beneficia famílias em situação de pobreza e extrema pobreza. Em dois anos, o AUH reduziu a pobreza em 13%. Em 2011 de acordo com um relatório da CEPAL, a pobreza caiu a 5,7% e a pobreza extrema a 1,9%, classificando-a como a mais baixa da América Latina. Após cumprir seus objetivos, AUH foi estendido para a classe média. Em meados de 2013 mais de 3,5 milhões de crianças e adolescentes passaram a beneficiar desta dotação, aproximadamente 8,5% da população do país.

### Política educacional
A política educacional do governo Cristina Fernández é uma continuação da gestão de Néstor Kirchner. A porcentagem do PIB destinada à educação cresceu de 3,64% em 2003 para 6,02% em 2010. Em termos absolutos, passou de 14 501 milhões de pesos em 2003 a 89 924 milhões de pesos em 2010, cerca de 520% a mais. Após o plano quinquenal do governo Perón entre 1947 e 1951, o período de 2003 a 2010 foi o de maior construção de escolas na história da Argentina. Entre 1969 e 2003, os diferentes governos nacionais financiaram a construção de um total de 427 escolas, enquanto entre 2003 e 2010 se construíram mais 1100 escolas que beneficiaram a meio milhão de alunos, segundo dados oficiais. Ele também criou mais de dez novas universidades.
Em 2010, ANSES (Administração Nacional do Seguro Social) iniciou o Plano de Igualdade de entrega Connect e operação de três milhões de netbooks com acesso à Internet a todos os alunos das escolas primárias e secundárias públicas. Em meados de 2013, havia entregado 3,2 milhões de computadores.
O número de alunos aumentou de 17,2% para o nível inicial, a taxa de escolarização no ensino primário é de 99% e 82,2% no nível secundário. Ele investiu 7 000 milhões em equipamentos para as escolas técnicas foram distribuídos mais de 54 milhões de livros. Os docentes universitários tiveram um aumento salarial de mais de 1000% desde 2001. Em 2014 lançou um subsídio para os jovens de 18 a 24 anos que estão desempregados ou recebem menos de um salário mínimo vital e, para poderem continuar ou completar os seus estudos no ensino médio, começar a faculdade ou aprender uma profissão. O plano beneficia 28 300 jovens.

### Política energética
Em 2011 foi inaugurada Atucha II, a terceira usina nuclear na Argentina, exigiu um investimento de 10 200 milhões de pesos e fornecerá 745 megawatts ao sistema elétrico. Além disso, terminou o trabalho sobre a hidrelétrica de Yacyretá, um dos maiores da América Latina. Ele incentivou o desenvolvimento da energia eólica, terminou o parque eólico é Rawson I e II, é o maior da América do Sul. Em 2012, nacionalizou YPF/Repsol. Sob gestão estadual, a empresa quadruplicou poços de exploração em relação à média dos três anos anteriores, e o aumento da exploração de perfuração de 290 por ano entre 2009-11, para 384 em 2012, 33 por cento a mais. Poços exploratórios aumentaram de 21 para 31, um aumento de 48 por cento, e operar o 363-478. A fim de beneficiar as classes mais baixas, durante o seu governo empreendeu um ambicioso programa de investimentos em infraestrutura. Graças aos investimentos 3 700 000 famílias tiveram acesso à rede eléctrica.

### Política de transportes
Em 2013, a empresa anunciou um investimento de 4 900 milhões de pesos (990 milhões dólares) para realizar a maior renovação ferroviário nos últimos 50 anos, além de comprar 40 carros para substituir unidades de Buenos Aires metrô. Foi realizada a renovação e modernização do sistema ferroviário 6 900 km. Continuou o plano rodoviário iniciado pela administração de Nestor Kirchner, desde 2003 foram pavimentadas mais de 4 100 quilômetros de rodovias nacionais, a partir daquele ano, houve um aumento de 130% da rede.

### Política de saúde
Durante o seu mandato foi aprovada a Lei 26.862 conhecida como "Lei Nacional de Assistência Fertilização, a lei prevê uma cobertura abrangente de medicamentos, terapias e apoio procedimentos de fertilização assistida para pessoas que não podem engravidar devido a problemas de saúde ou tratamento médico e cirurgia. Também aprovou Lei n º 9 825 de controle e tratamento da obesidade, que oferece atendimento médico gratuito, cuidados hospitalares para todas as pessoas que sofrem de transtornos alimentares ou cirurgia da obesidade. também foi promulgada em 1 de Junho de 2011, a Lei Nacional Anti-Tabaco. A proibição de fumar em todos os espaços fechados com acesso público, proíbe a publicidade de cigarros e venda de pessoas idosas ou mais jovens com problemas cardíacos. Em 2014 começou a implementar como parte do plano de combate às drogas, a criação de Núcleos de Prevenção da Toxicodependência 150 locais, com um orçamento de 1 279 milhões de pesos. As políticas de saúde foram uma continuação do seu antecessor, graças a isso, a redução da mortalidade infantil entre 2003 e 2012 foi de 33%.

### Política ambiental
A política ambiental do governo de Cristina Kirchner teve como eixos a regulação das leis florestais em 2007 e aprovação da lei que protege as geleiras. No que diz respeito aos povos indígenas, desde 2007 foram pesquisados para proteger 3 500 mil hectares de 18 províncias, área correspondente a 310 comunidades. Em 2011, aprovou-se a lei para a proteção e preservação das geleiras, a fim de preservá-las como reservas estratégicas de água para consumo humano e proteger a biodiversidade. Em 2007, criou-se o Plano Integrado de Saneamento para reconstruir o rio Riachuelo, que compreende uma área aproximada de 2 200 quilômetros quadrados onde os 64 km de corrida. Em 2012, desbravaram os esgotos "carreadores" foram construídos para 1,2 milhões de cidadãos que vivem nas margens do Riachuelo. Também incorporou 14 unidades de saúde. Mais tarde naquele ano foram erradicados 179 lixões a céu aberto, transformando-os em espaços verdes, iniciou-se a futura Universidade do Meio Ambiente, em uma fazenda abandonada, que terá uma área de 1 000 m², e contará com uma biblioteca conectada e um museu. Também criaram-se vários parques nacionais, dos quais o maior tem uma área de 71 271 hectares.

### Política de habitação
Durante seus dois governos levou à construção de habitação social, a setembro de 2011, foram concluídas em todo o país mais de 630 000 soluções habitacionais que beneficiam cerca de 2,8 milhões de pessoas. Em 2012 foi criado plano PRO.CRE.AR para construir 400 mil casas em quatro anos e empréstimos a taxas baixas para as famílias que já têm terra de seu próprio país e para o qual não possuir. Foram realizadas importantes infra-estruturas. Durante seu primeiro mandato através da empresa estatal foi AySA abastecimento de água potável a 2 milhões e serviço de esgoto para 1 milhão e meio de cidadãos, a área metropolitana de Buenos Aires Em seu segundo mandato, lançou um plano de trabalho para 3 300 milhões, para expandir os serviços de água para outros dois milhões de pessoas e tratar esgoto produzido por 4 milhões de pessoas. O trabalho de expansão de estações de tratamento de águas residuais O Jagüel, Norte e Sudoeste, que, juntos, adicionar mais 750 mil pessoas dos serviços de esgoto. Em 2013, ele está construindo a estação de tratamento de Bicentenário, beneficiando 4 milhões de habitantes de Buenos Aires, para continuar com a expansão da rede de saneamento.

### Política cultural

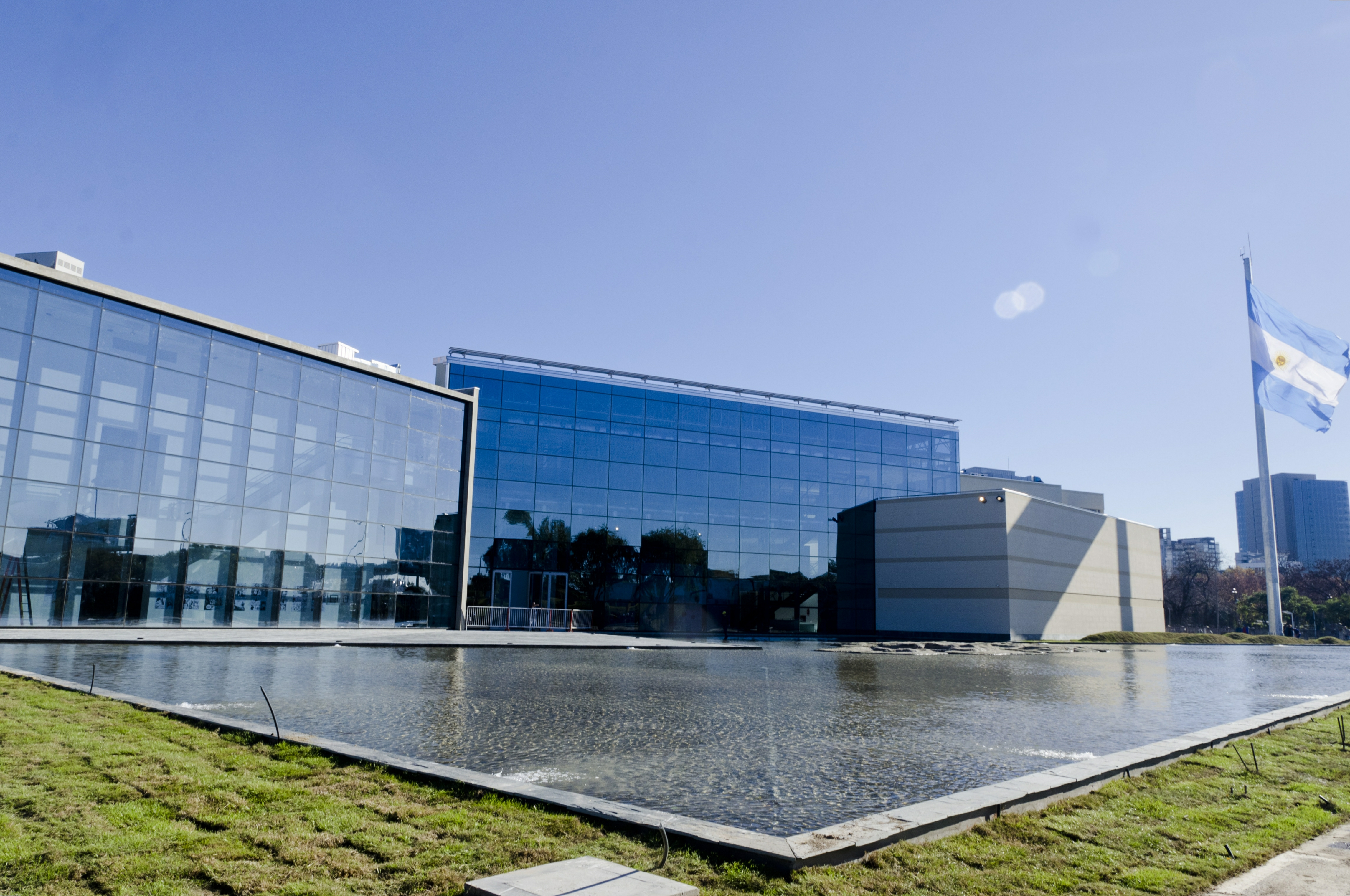
Museu inaugurado durante a presidência de Cristina Kirchner em 2014

Em 2010, por ocasião do Bicentenário da Argentina, foi inaugurado o Museu da Casa Rosada, uma área de 5000 metros quadrados. Em setembro de 2010 ele fundou Pakapaka um canal infantil estatal visando meninos 2-12 anos e inclui documentários, desenhos animados, questões asa história e meio ambiente. Sinal consiste de uma criança com conteúdo de alta qualidade projetada para educar e entreter Graças à chamada Lei de Imprensa foram criados 100 mil postos de trabalho, 1018 foram concedidas licenças para rádio, televisão e televisão paga. Também foi criado pela Lei 210 rádios comunitárias.

### Política de direitos humanos
Durante sua presidência, Cristina Fernández continuou a política de direitos humanos iniciada pelo presidente Néstor Kirchner (2003-2007), caracterizada por suprimir as leis de Ponto Final e Obediência Devida, defendidas pelo presidente Raúl Alfonsín (1983-1989) e pelo presidente Carlos Menem (1989-1999), que impediram o julgamento de autores de delitos de lesa humanidade durante a última ditadura militar argentina (1976-1983). A política de direitos humanos de Néstor e Cristina Kirchner foi um dos aspectos centrais de suas presidências. Ela contou com um apoio aberto de várias organizações de direitos humanos, como as Mães da Praça de Maio e as Avós da Praça de Maio. O governo de Cristina Kirchner continuou o Plano Pátria Grande iniciado pelo governo anterior, a fim de fornecer documentos para imigrantes ilegais. Em 2008, documentos argentinos foram entregues a 144 549 pessoas, aumentando assim a quantidade de 714 907 imigrantes legais, incluindo imigrantes do Chile, Brasil, Paraguai, Estados Unidos, entre outros.

#### Casamento igualitário

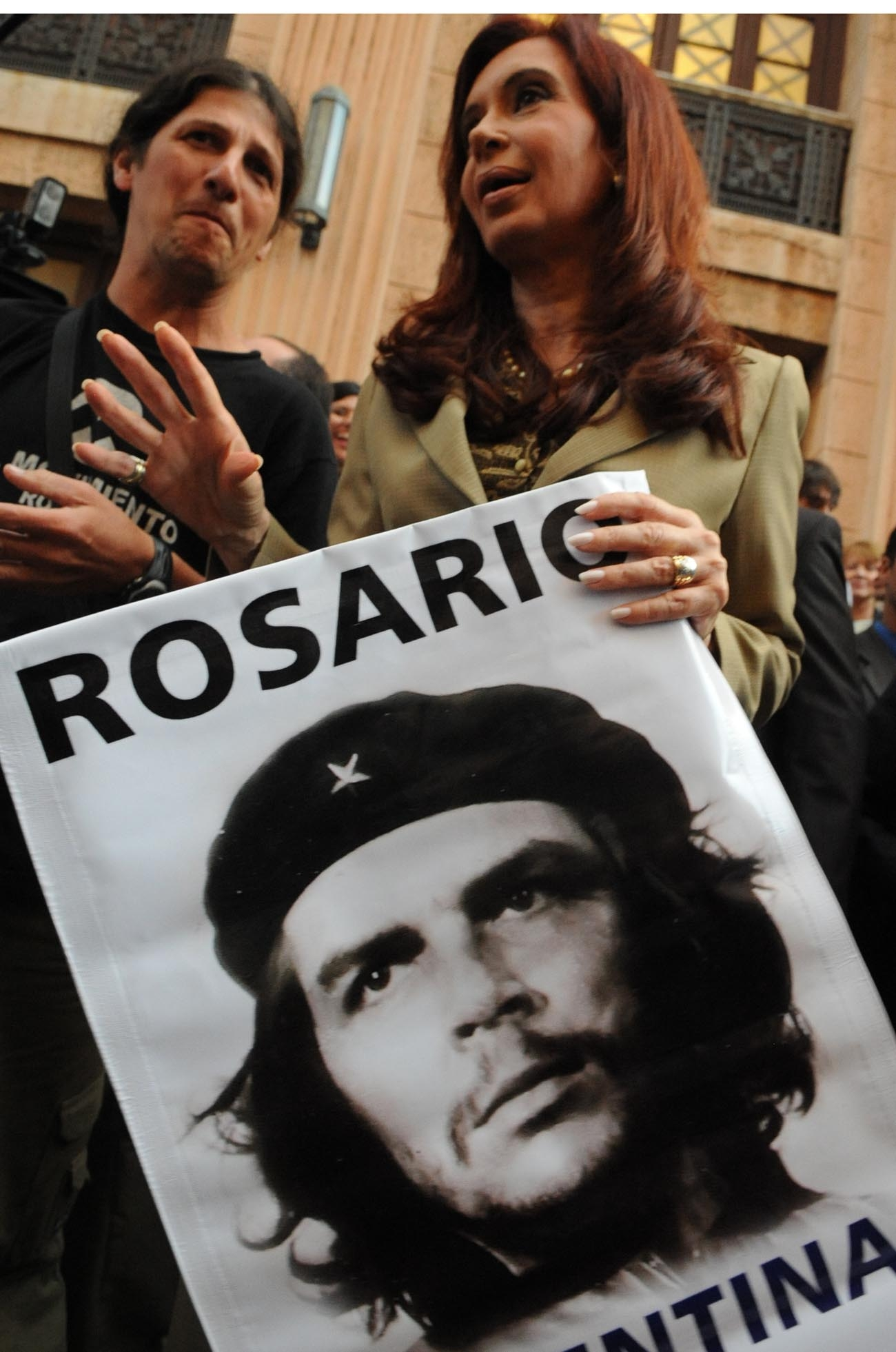
Cristina, com um pôster de Che Guevara, em Havana

Durante o primeiro mandato de Cristina Fernández, aprovou-se o matrimônio igualitário. Segundo ativistas LGBT, a proposta de lei só pôde vencer graças à intervenção ativa de Néstor e Cristina em seu favor. Em 2012, o Congresso aprovou a Lei de Identidade de Gênero n.º 26.743, pela qual o Estado reconheceu o direito da pessoa de escolher sua própria identidade. Entre outras coisas, esta lei permite que a pessoa possa se candidatar a uma nova identificação. Durante a Conferência Mundial da Associação Internacional de Lésbicas, Gays, Bissexuais, Trans e Intersexo (ILGA), realizada na cidade de Estocolmo (Suécia), Cristina Kirchner foi recompensada por seu respeito e apoio à diversidade sexual. Em 2014, Cristina Kirchner foi madrinha da filha de um casal de mulheres lésbicas.

#### Liberdade de expressão
Em novembro de 2009, o Congresso aprovou o projeto do governo que criou a Lei de Proteção da Liberdade de Expressão, incluindo a descriminalização da calúnia e da difamação. A lei foi apoiada pelo Comitê para a Proteção dos Jornalistas, observando que: "É um passo importante para o avanço da liberdade de expressão na Argentina e na América Latina." O projeto foi aprovado por todos os 51 senadores presentes.
Em outubro de 2009, foi aprovada a "Ley de medios" ("Lei da mídia"). A nova lei foi apoiada por Frank La Rue, relator especial da ONU sobre o Direito à Liberdade de Opinião e Expressão, pela Federação Internacional de Jornalistas (FIJ), que representa mais de 600 000 profissionais em 120 países, e por ONGs internacionais, como a Repórteres Sem Fronteiras, a Associação Latino-Americana para a Rádio Educação (ALRE), a Agência de Informação da América Latina (AIAL) e a Organização Latino-Americana e Caribenha de Comunicação Católica (OCLACC).
Em 2014, Kirchner apresentou um projeto de lei que propõe a redução no pagamento de IVA para as pequenas e médias empresas de comunicação. O projeto tem como objetivo assegurar a sobrevivência das pequenas empresas de comunicação, o que tende a beneficiar a pluralidade e a diversidade na mídia.

#### Descriminalização do aborto
Cristina Fernández se declarou publicamente "contra o aborto" em 2007, mas esclareceu: "não creio que aqueles que lutam pela descriminalização do aborto sejam a favor do aborto", deixando aberta a possibilidade de descriminalização. Uma lei a esse respeito está para ser discutida, e a presidente garantiu liberdade de voto aos membros de seu partido. O jornal argentino La Nación pressionou repetidas vezes o governo Cristina a se posicionar contra o aborto. Cristina respondeu às pressões relembrando o apoio do jornal ao golpe de estado em 1976.

### Relações internacionais
O governo Kirchner conduziu uma relação estreita com os membros do Mercosul e a América Latina. Argentina tem uma forte presença internacional. Em 2010, Néstor Kirchner foi eleito o primeiro secretário-geral da UNASUL, representando o governo argentino. Após sua morte, a sede da UNASUL no Equador foi batizada com seu nome. Em 2011, Cristina Kirchner exerceu a presidência do Grupo dos 77, e interveio nas negociações para a libertação de reféns das Farc na Colômbia. O governo francês agradeceu o empenho argentino. Uma vez liberadas, as reféns Clara Rojas, Consuelo González e Ingrid Betancourt viajaram para a Argentina para agradecer à presidente.

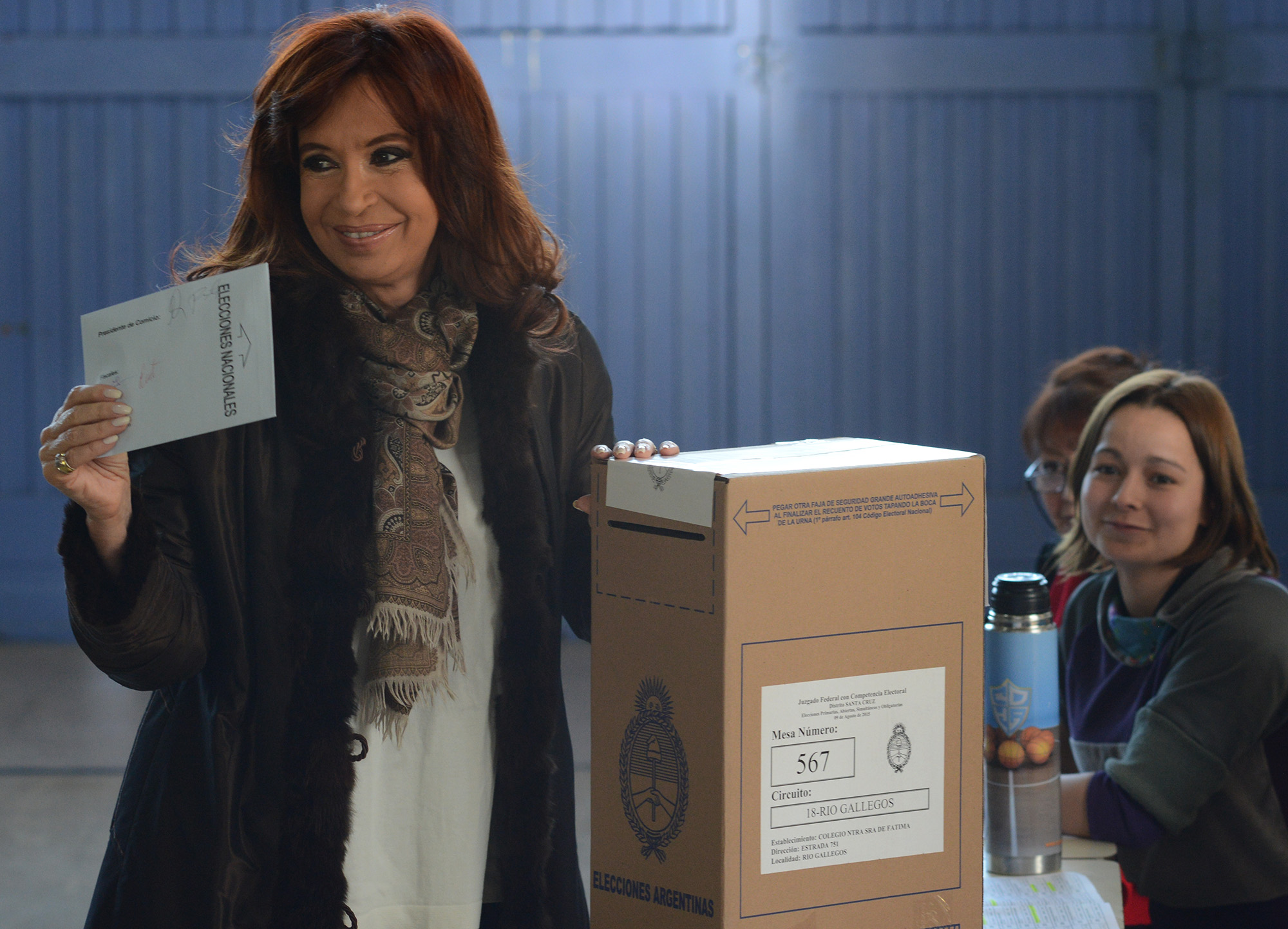
Cristina votando em Río Gallegos, no fim de seu segundo mandato

Em abril de 2011, o escritor peruano Mario Vargas Llosa declarou que o governo de Cristina é "um desastre total". Um grupo de escritores e intelectuais pediu, então, que ele fosse excluído da inauguração da Feira Internacional do Livro de Buenos Aires. No entanto, Cristina Kirchner interveio e ligou para o presidente da Biblioteca Nacional da Argentina, manifestando-se contrária ao veto.

### Aprovação Popular
Após o fim de seu primeiro mandato em 2011, a aprovação de seu governo era de 60%. Já em novembro de 2015, poucos meses antes do fim de seu segundo mandato, Kirchner ainda detinha uma alta aprovação, no entorno de 50%, uma das mais altas da América do Sul.

### Fim da era Kirchner e sucessão presidencial

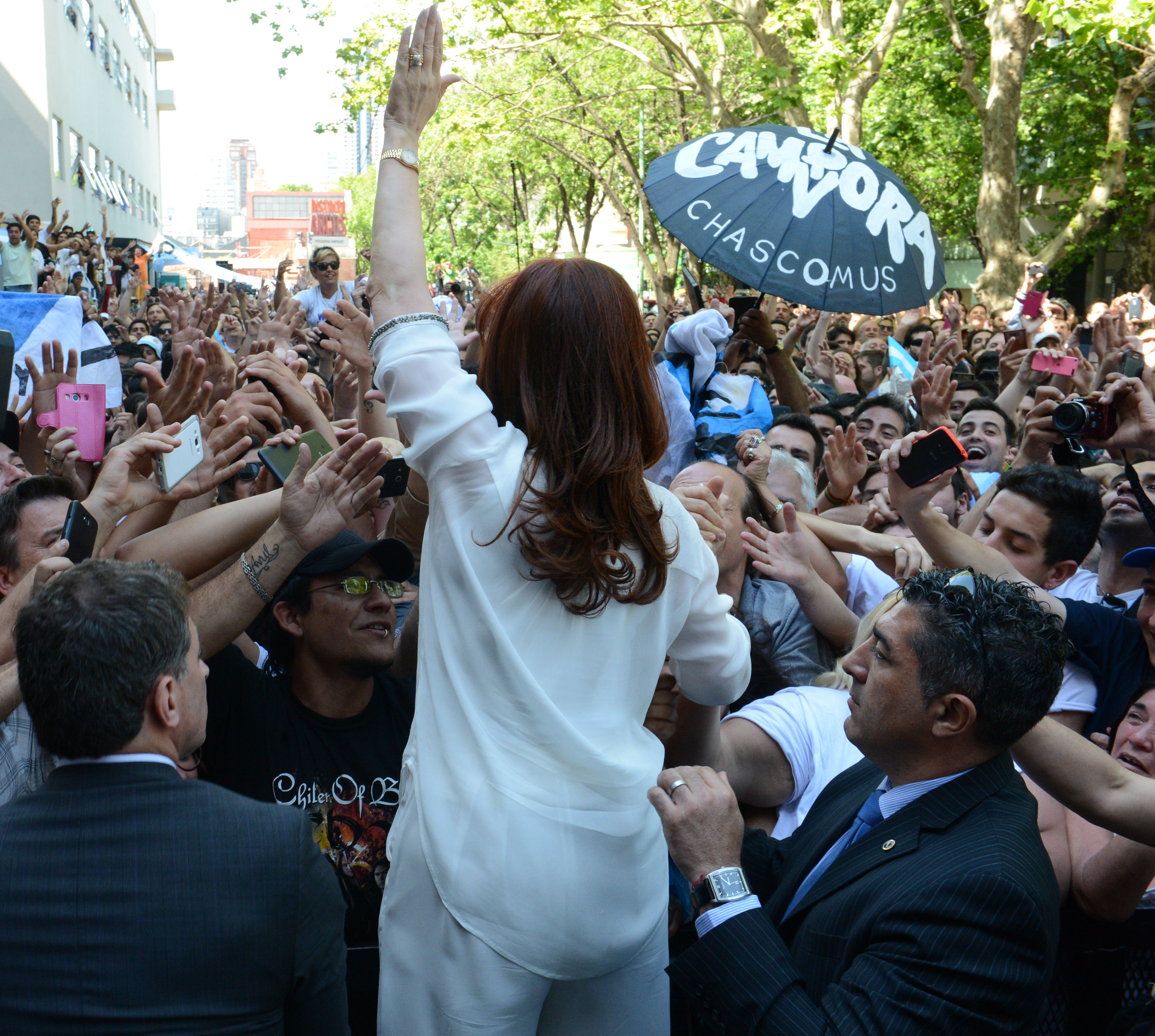
Cristina em um dos seus últimos atos como presidente, 2 de dezembro de 2015

Ao fim do seu segundo mandato, Cristina não havia lançado um nome forte para ser seu sucessor. A sua coligação, a Frente para a Vitória, cogitou lançar o então ministro do Interior, Florencio Randazzo, que também contava com o apoio da organização juvenil kirchnerista La Cámpora. Porém, Cristina pediu para que Randazzo não saísse candidato à presidência, mas que disputasse o governo da Província de Buenos Aires. Com esse pedido, Randazzo retira sua pré-candidatura e a Frente para a Vitória acaba escolhendo o governador da província de Buenos Aires, Daniel Scioli, como seu candidato.
Como Scioli e Cristina não tinham uma boa relação, ela decide não apoiá-lo, enquanto a militância de esquerda governista o acusava de ser um candidato de direita. Porém, com o avanço da candidatura do oposicionista Mauricio Macri, a presidente decidiu entrar na campanha de Scioli para tentar evitar o fracasso eleitoral do Partido Justicialista. Mas a demora de Cristina em apoiar Daniel fez com que a presidente não conseguisse transmitir para ele sua popularidade, e Macri acaba vencendo a eleição.
A vitória de Macri representou o fim de doze anos de governos kirchneristas no país, e a sucessão presidencial foi marcada por polêmicas. Macri e Cristina não se entenderam sobre a cerimônia de sucessão. Enquanto ele queria que ela transmitisse a faixa presidencial na Casa Rosada, ela queria fazê-lo no Congresso, respeitando a tradição iniciada na posse de Eduardo Duhalde. Temendo protestos de organizações kirchneristas dentro do Parlamento, onde o kirchnerismo ainda detinha a maioria dos assentos, Macri decide entrar com uma liminar para que Cristina e seu vice, Amado Boudou, deixassem seus mandatos às 23 horas e 59 minutos do dia 9 de dezembro, fazendo com que ela não comparecesse à sua posse. A liminar foi aceita pela justiça argentina e Cristina decide não entrar com recurso. De 00 horas até às 12 horas do dia 10 de dezembro de 2015, a Argentina foi governada interinamente pelo presidente do Senado, Federico Pinedo, que foi encarregado de passar a faixa presidencial a Macri.
Antes de deixar o mandato, foi realizado um grande ato de despedida e apoio à Cristina, na Praça de Maio, com mais de 700 mil pessoas presentes segundo dados do próprio governo. O presidente da Bolívia, Evo Morales, também esteve presente no ato.

## Pós-presidência

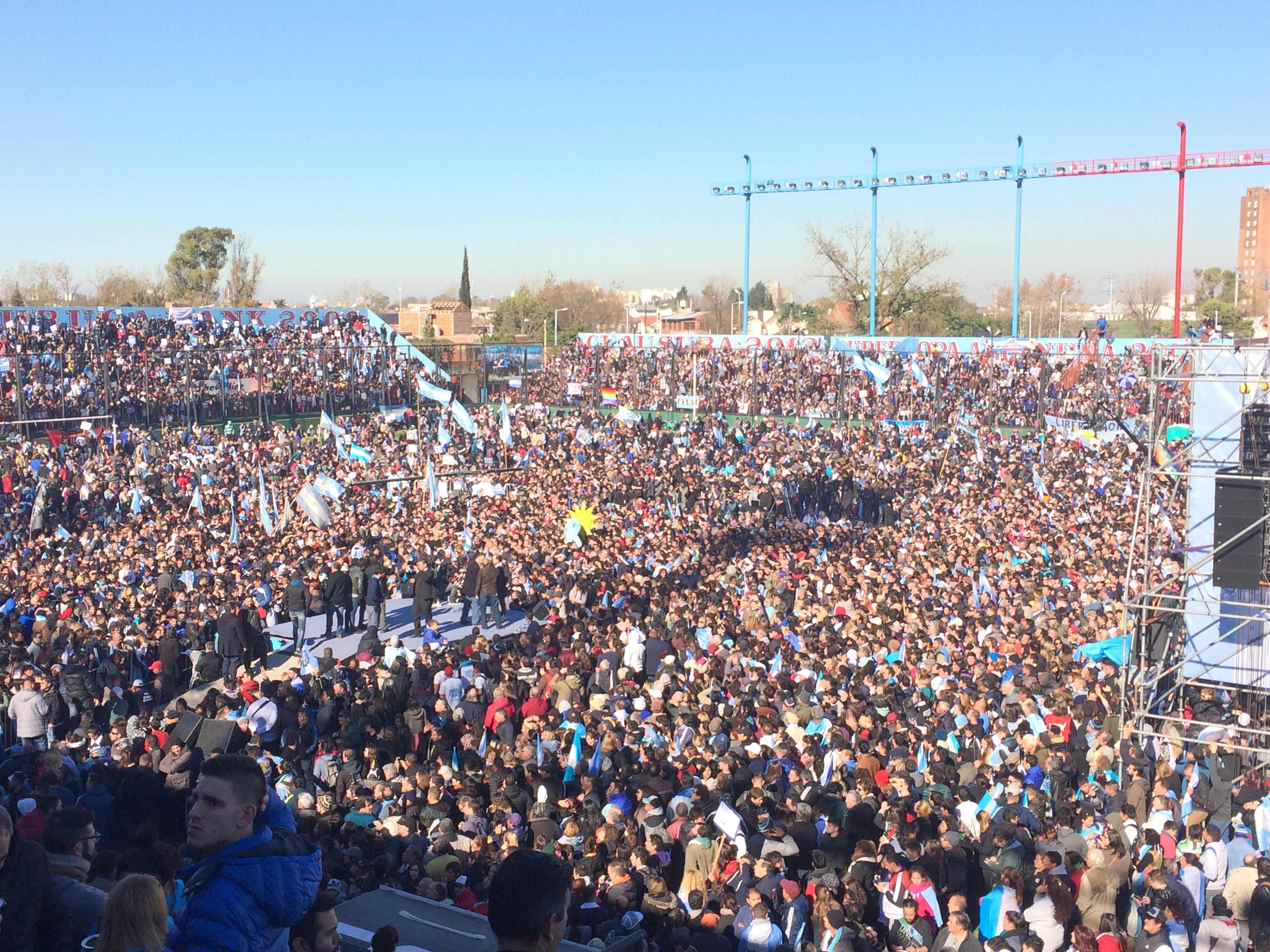
Estádio do Arsenal, em Avellaneda, lotado para o lançamento da coligação Unidade Cidadã.

Após deixar a presidência, Cristina anunciou que não sairia da política, e continuaria "a fazer o que sempre fez: militar". Em 2016, fundou o Instituto Pátria, um think tank, com o objetivo de influenciar o pensamento político argentino e latino-americano. Além de Kirchner, participam do Instituto alguns de seus ex-ministros, como Teresa Parodi e Carlos Zanini.
Para as eleições legislativas de 2017, Cristina se lança candidata ao Senado argentino pela província de Buenos Aires, com o objetivo de liderar a oposição ao governo Mauricio Macri. Para não disputar a vaga com seu ex-ministro Florencio Randazzo, Kirchner lança seu próprio partido, a Unidade Cidadã, cujo lançamento oficial se deu em Avellaneda, na Grande Buenos Aires, no dia 20 de junho, para mais de 60 mil pessoas.
Na eleições primárias, Cristina ficou em primeiro lugar, vencendo o candidato governista Esteban Bullrich com 34,27% dos votos. Já nas eleições de 22 de outubro, Cristina foi oficialmente eleita senadora com 37% dos votos, mas perdeu a liderança para Bullrich, que obteve 42% dos votos totais.
Em 2019, a ex-presidente lança seu livro autobiográfico, Sinceramente, durante a Feira do Livro de Buenos Aires, reunindo uma multidão de apoiadores. Havia a expectativa que Cristina disputasse um terceiro mandato presidencial, principalmente após aparecer liderando as pesquisas de opinião: em maio de 2019, Cristina aparecia com 44,2% dos votos no segundo turno, contra 36,6% do então presidente Mauricio Macri. Apesar de liderar as pesquisas, Cristina optou por reunir as forças peronistas em torno de uma candidatura única. Sendo assim, anunciou que seria candidata a vice-presidência na chapa de seu ex-chefe de Gabinete Alberto Fernández. Cristina e Alberto eram rompidos politicamente desde 2009.

## Vice-presidência

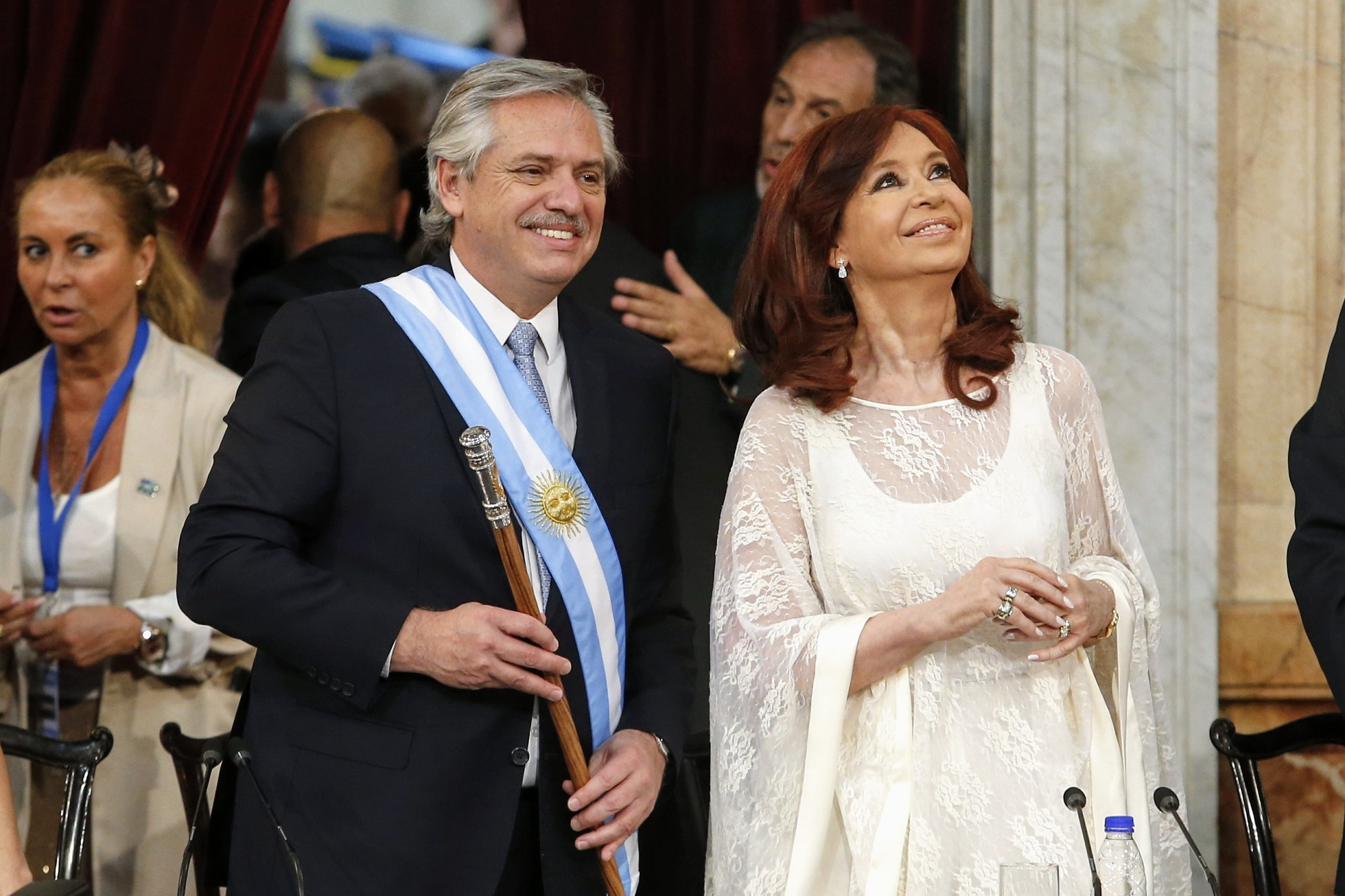
Posse de Alberto Fernández, como presidente da Argentina, e de Cristina, como vice, 10 de dezembro de 2019.

Em junho de 2019, após o anúncio em redes sociais, Cristina Fernández de Kirchner e Alberto Fernández lançaram oficialmente a coligação Frente de Todos, que reuniu quase todos os setores do peronismo, visando a derrota do então presidente Mauricio Macri nas eleições de outubro. A lista eleitoral foi composta de Alberto presidente, Cristina vice-presidente (e presidente do Senado), e de Sergio Massa como cabeça de lista para a Câmara dos Deputados. Massa, que seria candidato à presidente pela Frente Renovar, retirou sua candidatura em apoio à Alberto e Cristina. Sendo assim, a chapa apelidada de Fernández-Fernández concorreu como a única chapa peronista nas Eleições Primárias (PASO) de 2019, sem prévias.
Em 11 de agosto de 2019, Alberto e Cristina vencem como folga as primárias, com 47% dos votos, ante 32% da chapa do presidente Mauricio Macri com o senador Miguel Pichetto. A grande vitória, com pouca margem para reviravolta, já soava como uma vitória do peronismo.
Em 27 de outubro, a Frente de Todos foi eleita em primeiro turno com mais de 48% dos votos, contra pouco mais de 41% de Macri e Pichetto.
Alberto e Cristina tomaram posse no dia 10 de dezembro de 2019. Ao ser empossada vice-presidente, Cristina assumiu também a presidência do Senado argentino, assim como manda a Constituição daquele país.
Cristina se tornou a terceira mulher vice-presidente da Argentina, depois de Isabel Perón e Gabriela Michetti.

### Tentativa de assassinato
Em 1 de setembro de 2022, Cristina Kirchner sofreu uma tentativa de assassinato em frente à sua casa, perpetrada pelo brasileiro Fernando Sabag Montiel, que apontou uma pistola Bersa calibre .32 para a cabeça da vice-presidente. Cristina participava de uma manifestação de apoio a ela contra um pedido do Ministério Público pela sua prisão por doze anos e perda dos direitos a exercer cargos públicos, por suposta corrupção. Quando estava cercada de manifestantes, Montiel se aproximou, apontou a arma a centímetros do rosto dela mas, ao tentar efetuar o disparo, a arma falhou.
```
Cristina, então, protegeu-se com aos mãos em frente ao corpo e o atirador foi levado por militantes e seguranças.
[
105
]
[
106
]
```

As investigações revelaram que Montiel teve colaboradores no atentado. Conversas obtidas pela Justiça argentina mostraram uma troca de mensagens privadas entre Brenda Uliarte, namorada de Montiel, e sua amiga Agustina Díaz. Em 14 de setembro, foi preso Nicolás Gabriel Carrizo, que também teria participado do atentado. Os investigadores encontraram mensagens em seu celular e concluíram que ele sabia do atentado e das ações do grupo.

### Corrupção e sentença de prisão
Em 6 de dezembro de 2022, o Tribunal de Primeira Instância condenou Cristina Kirchner, em um caso de corrupção, a seis anos de prisão e a privou do direito de ocupar cargos públicos vitalícios. A sentença não é definitiva e Kirchner afirmou que iria recorrer da decisão. Segundo a vice-presidente, o juiz do caso, Julián Ercolini, estaria sob suspeição para julgar o processo, por ter participado de uma reunião secreta com outros juízes, operadores políticos e ex-agentes da  Agência Federal de Inteligência. Todos viajaram em avião particular para Lago Escondido, na província de Río Negro, onde fica a mansão do megamilionário britânico Joe Lewis, amigo do ex-presidente Mauricio Macri, local da reunião. O caso ficou conhecido como Escândalo de Lago Escondido [es].

## Controvérsias
O governo de Cristina Kirchner foi alvo de acusações de corrupção, tentativas de impedir a liberdade de imprensa, e obstrução de investigações sobre o atentado terrorista à Embaixada de Israel e à Associação Mutual Israelita (AMIA), ocorrido na Argentina em 1994.

### Caso AMIA–Alberto Nisman
Em 18 de julho de 1994, a AMIA (Associação Mutual Israelita Argentina) foi alvo de um atentado que causou 85 mortes. Em 2004, o promotor Alberto Nisman, com o apoio do então presidente Néstor Kirchner (2003-2007), acusou oito ex-governantes iranianos e um libanês pelo ataque ao prédio. Mas em 2011, a presidente Cristina Kirchner, sua sucessora, assinou um acordo com o Irã para interrogar os iranianos em Teerã, apesar da oposição do promotor e da AMIA. O promotor acusou Cristina Kirchner de pedir à Interpol para suspender os pedidos de captura contra os iranianos, mas foi desmentido pelo ex-secretário geral da organização policial internacional, Ronald Noble.
Segundo Nisman, Kirchner queria conseguir petróleo do Irã em troca do acobertamento dos iranianos. No dia 19 de janeiro de 2015, o procurador iria ao Congresso para relatar suas conclusões sobre o caso. Na véspera, porém, ele foi encontrado morto por um tiro na cabeça, em seu apartamento, em Buenos Aires.
Durante as investigações sobre as circunstâncias de sua morte, foi encontrado, no lixo, o rascunho de um documento (escrito em computador e corrigido à mão). O conteúdo do documento indicava que o promotor pretendia pedir a prisão da presidente, do chanceler Héctor Timerman e do deputado Andres Larroque (um dos líderes do La Campora, grupo político da juventude peronista que apoia Kirchner). Todavia, esse pedido não constava da denúncia apresentada por Nisman. O rascunho foi escrito em meados de 2014 e, aparentemente, Nisman havia desistido de apresentá-lo. No caso da AMIA também estão envolvidos o ex-presidente Carlos Menem, o ex-juiz Juan José Galeano, os ex-promotores Eamon Mullen e José Barbaccia, o ex-chefe da SIDE, Hugo Anzorreguy e o ex-chefe da Unidade Antiterrorista, Jorge “El Fino” Palácios, além de vários secretários do juiz e do ex-titular de la Delegación de Asociaciones Israelitas Argentinas, Rubén Beraja, entre outros. Nisman não havia pedido a detenção de nenhuma das pessoas que figuram nessa grande lista, embora o delito fosse o mesmo: encobrimento agravado.
Os membros dos serviços de inteligência argentinos parecem ter manipulado Alberto Nisman para manter a liderança iraniana, apesar da falta de provas. Um agente americano do FBI que participou na investigação reconheceu em 2020 que tudo foi feito para chegar a "uma conclusão pré-determinada", o que se adequou aos Estados Unidos e Israel num contexto de altas tensões com o Irã. Numerosos testemunhos descrevem o Procurador Nisman como muito nervoso nas 24 horas que antecederam a sua morte. Vários intercâmbios recolhidos por jornalistas indicam que lhe tinham sido prometidas provas do seu envolvimento iraniano, que nunca recebeu. Além disso, o procurador questionou a credibilidade da informação que lhe foi fornecida por um agente, que aparentemente não era membro dos serviços de inteligência. Assim, Nisman parecia temer ter sido vítima de uma manipulação. Um documentário do director britânico Justin Webster reforça a suspeita de um acordo político. O documentário centra-se na personalidade de Antonio Jaime Stiuso, um homem forte da inteligência durante mais de quatro décadas até ser expulso pela Presidente Cristina Fernandez de Kirchner, e conhecido como o principal informador de Nisman. De acordo com o perito perguntado pelo jornalista, a disposição do sangue no terreno exclui a possibilidade de Nisman não estar sozinho quando a bala foi disparada.

### Condenação por Corrupção
Em uma ação julgada em primeira instância em 6 de dezembro de 2022, Cristina foi condenada por corrupção a seis anos de prisão e impedimento de ocupar cargos públicos. Em 13 de novembro de 2024, a Justiça argentina confirmou a sentença que condenou a ex-presidente a seis anos de prisão por corrupção.
A ex-presidente foi acusada de chefiar um esquema de fraude à Licitações públicas. O suposto esquema começou a funcionar poucos dias antes de o então ex-presidente, Néstor Kirchner, marido de Cristina, assumir o cargo, em maio de 2003. Néstor Kirchner teria criado a sua própria construtora para ficar com o negócio da maioria das obras públicas e colocou como laranja um amigo sem nenhuma experiência, Lázaro Báez. A fraude ao Estado foi estimada em US$ 1 bilhão. Assim que acabou o segundo mandato presidencial de Cristina, em 2015, a empresa desapareceu. Cristina Kirchner negou as acusações e acusou o tribunal de ter a sentença escrita desde o início do julgamento.